# Tefra
Tefra je plast piroklastov, drobnega materiala, ki nastane zaradi vulkanskega izbruha, ne glede na sestavo, velikost fragmentov ali mehanizem vgradnje.
Vulkanologi delce v zraku imenujejo tudi piroklasti. Ko klasti padejo na tla, ostanejo kot tefra, razen če so dovolj vroči, da se zlijejo v piroklastične kamnine ali tuf. Ko vulkan eksplodira, sprosti vrsto tefre, vključno s pepelom in bloki. Te plasti se usedejo na kopno in sčasoma pride do sedimentacije, ki te plasti tefre vključi v geološke zapise.
Tefrokronologija je geokronološka tehnika, ki uporablja ločene plasti tefre – vulkanskega pepela iz enega samega izbruha – za ustvarjanje kronološkega okvira, v katerega je mogoče umestiti paleookoljske ali arheološke zapise. Pogosto, ko vulkan eksplodira, biološki organizmi umrejo, njihovi ostanki pa so pokopani v plasti tefre. Te fosile pozneje znanstveniki datirajo, da določijo starost fosila in njegovo mesto v geološkem zapisu.

## Pregled
Tefra je piroklastični material katere koli velikosti ali sestave, ki nastane zaradi eksplozivnega vulkanskega izbruha in obstajajo natančne geološke definicije. Sestavljen je iz različnih materialov, običajno steklastih delcev, ki nastanejo z ohlajanjem kapljic magme, ki so lahko vezikularne, trdne ali kosmičaste, ter različnih deležev kristalnih in mineralnih komponent, ki izvirajo iz gore in sten odprtine. Ko delci padejo na tla, jih veter in gravitacijske sile do določene mere razvrstijo in tvorijo plasti nekonsolidiranega materiala. Delce nadalje premakne površinski ali podmorski vodni tok.
Razporeditev tefre po izbruhu običajno vključuje največje balvane, ki najhitreje padejo na tla, torej najbližje odprtini, medtem ko manjši delci potujejo dlje – pepel lahko pogosto potuje na tisoče kilometrov, celo okoli Zemlje, saj lahko ostane v stratosferi dlje časa, dni do tednov po izbruhu. Ko se velike količine tefre kopičijo v ozračju zaradi ogromnih vulkanskih izbruhov (ali zaradi množice manjših izbruhov, ki se zgodijo hkrati), lahko odbijajo svetlobo in toploto sonca nazaj skozi ozračje, kar v nekaterih primerih povzroči padec temperature, kar povzroči začasno 'vulkansko zimo'. Učinke kislega dežja in snega, padavin, ki jih povzročajo izpusti tefre v ozračje, je mogoče videti še leta po prenehanju izbruhov. Izbruhi tefre lahko prizadenejo ekosisteme na milijonih kvadratnih kilometrov ali celo celih celinah, odvisno od velikosti izbruha.

## Razvrstitev
Fragmenti tefre so razvrščeni po velikosti:
- Pepel – delci, manjši od 2 mm v premeru
- Lapili ali vulkanska žlindra (scoria) – s premerom med 2 in 64 mm
- Vulkanske bombe ali vulkanski bloki – večji od 64 mm v premeru

Uporaba plasti tefre, ki imajo svojo edinstveno kemijo in značaj, kot časovnih označevalnih horizontov na arheoloških in geoloških najdiščih, je znana kot tefrokronologija.

## Etimologija
Besedi tefra in piroklast izhajata iz grščine: beseda τέφρα (téphra) pomeni 'pepel', medtem ko piroklast izhaja iz grškega πῦρ (pyr), kar pomeni 'ogenj', in κλαστός (klastós), kar pomeni 'zlomljen na koščke'. Beseda τέφραv (pomeni 'pepel') je uporabljena v širokem kontekstu v Aristotelovem poročilu o izbruhu vulkana (Hiera) v Meteorologici.

## Vplivi na okolje
Sproščanje tefre v troposfero fizikalno in kemično vpliva na okolje. Fizično vulkanski bloki poškodujejo lokalno floro in človeška naselja. Pepel poškoduje komunikacijske in električne sisteme, prekriva gozdove in rastline, kar zmanjšuje fotosintezo, ter onesnažuje podtalnico. Tefra spreminja gibanje zraka in vode pod in nad zemljo. Kemično lahko sproščanje tefre vpliva na vodni krog. Delci tefre lahko povzročijo rast ledenih kristalov v oblakih, kar poveča količino padavin. V bližnjih porečjih in oceanu so lahko povišane ravni mineralov, zlasti železa, kar lahko povzroči eksplozivno rast populacije v planktonskih skupnostih. To pa lahko povzroči evtrofikacijo.

## Discipline in fosilni zapisi
Poleg tefrokronologije se tefra uporablja v različnih znanstvenih disciplinah, vključno z geologijo, paleoekologijo, antropologijo in paleontologijo, za datiranje fosilov, identifikacijo datumov v zapisu fosilov in spoznavanje prazgodovinskih kultur in ekosistemov. Na primer, karbonatitna tefra, najdena v Ol Doinyo Lengai (vulkanu v Velikem tektonskem jarku), je zakopala in ohranila fosilizirane odtise človeških stopal blizu mesta izbruha. Pod določenimi pogoji se lahko vulkanski bloki ohranijo milijarde let in lahko potujejo daleč stran od izbruha. Vulkanski izbruhi po vsem svetu so zagotovili dragocene znanstvene informacije o lokalnih ekosistemih in starodavnih kulturah.

## Ognjeniki

### Afrika
Vulkan Waw an Namus je obdan s trdnim plaščem iz temne tefre, ki ima opazen barvni kontrast z okoliško puščavo Saharo.
Afriški vulkani so vplivali na fosilne zapise. Geografsko del Afrike je El Hierro ščitasti vulkan ter najmlajši in najmanjši izmed Kanarskih otokov. Najnovejši izbruh El Hierro se je zgodil pod vodo leta 2011 in je povzročil potrese in zemeljske plazove po vseh Kanarskih otokih. Namesto pepela so se po vsakem izbruhu sprostile lebdeče kamnine, 'restingoliti'. Po izbruhu leta 2011 so v restingolitih našli fosile enoceličnih morskih organizmov, ki potrjujejo teorijo o izvoru, da rast Kanarskih otokov izvira iz enega samega vzgonskega curka magme iz Zemljinega jedra namesto iz razpok na oceanskem dnu. To se odraža v vse manjši starosti otokov od vzhoda proti zahodu od Fuerteventure do El Hierra.
V Etiopiji, v vzhodni Afriki, je približno 60 vulkanov. V južni Etiopiji je kamninska formacija Omo Kibiš sestavljena iz plasti tefre in sedimenta. V teh plasteh je bilo odkritih več fosilov. Leta 1967 je Richard Leaky, paleoantropolog, odkril 2 fosila Homo sapiensa v formaciji Omo Kibiš. Po radiokarbonskem datiranju so ugotovili, da so stari 195 tisoč let. Drugi sesalci, odkriti v formaciji, so Hylochoerus meinertzhageni (gozdni prašič) in Cephalophus (antilopa).

### Azija
V Aziji več vulkanskih izbruhov še danes vpliva na lokalne kulture. V Severni Koreji je gora Paektu, stratovulkan, ki je prvič izbruhnil leta 946 našega štetja in je versko mesto za domačine. Nazadnje je izbruhnil leta 1903. Leta 2017 so odkrili nove fosilne dokaze, ki so določili datum prvega izbruha gore Paektu, ki je bil skrivnost. Skupina znanstvenikov pod vodstvom dr. Cliva Oppenheimerja, britanskega vulkanologa, je odkrila macesnovo deblo v gori Paektu. Po radiokarbonskem datiranju je bilo ugotovljeno, da je macesen star 264 let, kar sovpada z izbruhom leta 946. Njene drevesne kolobarje preučujejo in v tem času prihaja do številnih novih odkritij o Severni Koreji.
Na severovzhodu Kitajske je velik vulkanski izbruh v zgodnji kredi povzročil fosilizacijo celotnega ekosistema, znanega kot Jehol Biota, ko so močni piroklastični tokovi preplavili območje. Nahajališča vključujejo veliko popolnoma ohranjenih fosilov dinozavrov, ptic, sesalcev, plazilcev, rib, žab, rastlin in žuželk.

### Evropa
Evropski vulkani nudijo edinstvene informacije o zgodovini Italije. En primer je Vezuv, stratovulkan v južni Italiji, ki je nazadnje izbruhnil marca 1944. Pred tem, leta 79 našega štetja, je v izbruhu, ki je trajal 12 do 18 ur, Vezuv prekril mesto Pompeji s staljeno lavo, pepelom, plovcem, vulkanskimi bloki in strupenimi plini. Velik del mesta je bil ohranjen in organski materiali so bili fosilizirani zaradi vulkanskega pepela, kar je zagotovilo dragocene informacije o rimski kulturi. Prav tako je v Italiji vulkan Stromboli, stratovulkan, nazadnje izbruhnil julija 2019.

### Severna Amerika
V Severni Ameriki so raziskali več vulkanskih izbruhov. 18. maja 1980 je izbruhnil stratovulkan Sveta Helena v zvezni državi Washington in razširil petsto milijonov ton tefra pepela po Washingtonu, Oregonu, Montani in Idahu, kar je povzročilo potrese, skalne plazove in megacunamije, ki so močno spremenili topografijo bližnjih območij. V narodnem parku Yellowstone so poplave, povezane z izbruhi, povzročile, da so se drevesa zrušila in odplavila v jezerska dna, kjer so fosilizirala. Bližnje gozdove so poplavili, pri čemer so odstranili lubje, listje in drevesne veje. Leta 2006 je izbruhnil vulkan Augustine na Aljaski, ki je povzročil potrese, snežne plazove in projiciran tefrski pepel približno dvesto devetdeset kilometrov stran. Ta kupolasti vulkan je star več kot štirideset tisoč let in je od leta 1800 izbruhnil 11-krat.

### Južna Amerika
V Južni Ameriki je več zgodovinskih aktivnih vulkanov. V južnem Čilu je leta 2011 izbruhnil vulkan Chaitén, ki je svojemu robu dodal 160 metrov. Prazgodovinsko orožje in orodje, oblikovano iz blokov obsidianove tefre, je bilo datirano pred 5610 leti in je bilo odkrito 400 km stran. Zaradi lokacije subdukcijske cone Nazca plošče v vzhodnem Pacifiku je v južnem Peruju enaindvajset aktivnih vulkanov. Leta 2006 je fosile, najdene pod plastjo vulkanskega pepela v Peruju, izkopala skupina paleontologov pod vodstvom Marka D. Uhena, profesorja na univerzi George Mason. Fosili so bili opredeljeni kot 3 različne vrste arheocetov, prazgodovinskih kitov, in so starejši od 36,61 milijona let, zaradi česar so od leta 2011 najstarejši odkriti fosili kitov.